# Zeminiana
Zeminiana è una frazione del comune italiano di Massanzago, in provincia di Padova.

## Storia
Le origini di Zeminiana sono probabilmente romane, come testimoniato dal toponimo (un prediale legato al personale latino Gemellius) e soprattutto dalle tracce del cosiddetto graticolato, la centuriazione settentrionale dell'agro di Padova.
La vicinanza al confine con l'agro di Altino, segnato dal Muson Vecchio, fa pensare alla presenza di un fortilizio, i cui resti sarebbero stati individuati in corrispondenza della chiesa durante alcuni restauri. Confermerebbe ciò l'esistenza di un paleoalveo che formava con il Muson una sorta di isola a difesa del castrum.

## Monumenti e luoghi d'interesse

### Chiesa parrocchiale
Ha origini antichissime (come testimoniato dalla sua intitolazione) e fu forse fondata, come già accennato, sui resti di un castrum romano posto ai confini dell'agro di Padova. Nonostante ciò, essa dipese (e dipende tuttora) dalla diocesi di Treviso il cui territorio si estende prevalentemente al di là del Muson. Si può supporre, quindi, che la chiesa sia nata in seno alla diocesi di Padova, ma che fosse stata volutamente fondata alla sua estremità per irradiare la fede al di fuori dei suoi confini, verso la diocesi di Treviso dalla quale fu poi assorbita. Non sarebbe un caso, quindi, se le sue cappelle (Noale, Stigliano, Sandono, Briana, Santa Maria di Sala) si trovavano tutte a nord e a est.
Subì vari restauri e ricostruzioni. Secondo alcuni, durante la consacrazione del 1777 ad opera del vescovo Paolo Francesco Giustiniani, gli fu aggiunto come compatrono san Prosdocimo in ricordo della sua origine patavina.
Delle opere qui conservate, si cita il Mistero Eucaristico, affresco di Giambattista Crosato situato sulla volta del presbiterio.

### Villa Bonomi, Franceschetto
Si trova a est del centro, verso Briana e Stigliano.
La casa padronale ha origini tardo secentesche, a pianta quadrangolare e sviluppata su due piani, cui si aggiunge una sopraelevazione della fascia centrale (corrispondente al salone passante dei livelli inferiori). Le due facciate presentano cinque assi forometrici e sono ingentilite dalle fasce marcapiano più chiare che collegano fra loro davanzali e architravi. L'accesso avviene tramite il portale architravato, affiancato da due oculi. Al salone passante del piano nobile corrisponde una trifora di porte finestre affacciate su un balconcino; di queste, quella centrale è sovrastata da una lunetta archivoltata. Al di sopra, in all'altezza della sopraelevazione, si trova una trifora di finestre analoga a quella sottostante. Il tutto termina con un frontone triangolare con listelli modanati, collegato alla quota di gronda da volute.
Il complesso comprende anche una cappella e due barchesse.

### Villa Zorzi, Silvestri, Malvestio
Sorge a ponente dell'abitato, al confine con Sant'Eufemia di Borgoricco. Già nel 1518 era attestata una "casa da stazio fu brusada da spagnoli e in parte riparata" appartenente agli Zorzi, ma solo nel 1617 viene descritta una "casa dominicale" con le stesse forme attuali. Nei documenti antichi, invece, mancano citazioni della cappella tuttora esistente.
L'edificio presenta il tipico aspetto secentesco. Il palazzo padronale ha pianta quadrangolare e si sviluppa su due piani più soffitte. La facciata principale e quella retrostante sono simmetriche, scandite da cinque assi forometrici. Sopra il portale archivoltato si imposta un grosso architrave su cui poggiano le mensole del terrazzino del piano nobile, protetto da una ringhiera in ferro. Vi si affaccia una trifora di porte finestre archivoltate, corrispondenti al salone passante. Il tutto è concluso da una cornice a dentelli su cui poggia il sottotetto.
Difficile dare una lettura architettonica delle adiacenze laterali in quanto hanno subito numerose manomissioni.